# Байер, Август
Август Байер (нем. August von Bayer; 3 мая 1803, Роршах — 2 февраля 1875, Карлсруэ) — немецкий исторический живописец.

## Биография
Родился в Роршахе у Боденского озера.

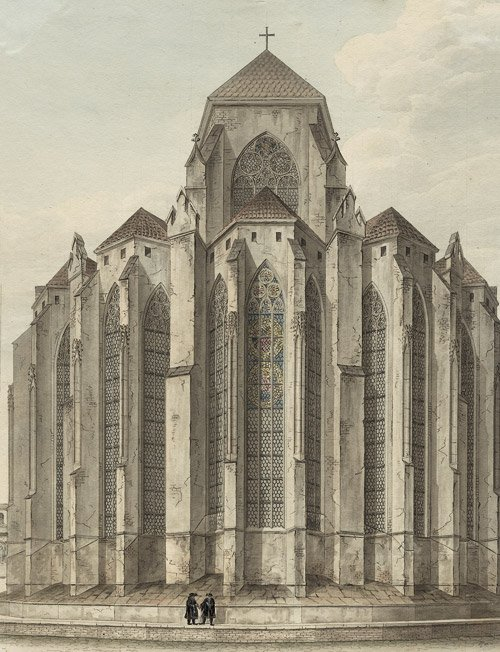
Август Байер. Вид готического собора

Посвятил себя сначала архитектуре и учился для этой цели в Цюрихе, но вскоре под влиянием Ф. Винтергальтера перешел к живописи, сначала архитектурной, в которой сделал дальнейшие успехи в Мюнхене, работая под руководством Гертнера.
В 1836 году переселился в Баден, где продолжал изучение архитектуры под руководством Фридриха Вейнбреннера. Этот ход его образования и объясняет главные характеристические черты его живописи.
Картины его имеют обыкновенно своим содержанием какое-нибудь выдающееся архитектурное произведение, из эпохи средних веков, а изображенное на картине событие служит больше для обстановки.
Август Байер выказал большое искусство в освещении, в изображении полутеней, таинственного полумрака, световых полос, вечерней зари, лунного сияния и т. п.
Он написал фрейбургский и страссбургский собор при утреннем освещении и вступлении блестящей процессии, хурский собор, органиста в маульбронском монастыре, тринитариев, ботанизирующих в монастырском саду, смерть св. Бруно (с действием световых эффектов, как в Святой Ночи Корреджио), Жанну Французскую в буржском монастыре, рыцаря Тогенбурга.
В музеях Лейпцига и Карлсруэ, замках Бабельсберг и Штольценфельз много картин Байера. Ему можно также поставить в заслугу основание в 1843 году в Карлсруэ Баденского общества древностей